# ألان غريفز (لاعب الجسر)
ألان غريفز (بالإنجليزية: Allan Graves)‏ هو لاعب الجسر ‏ أمريكي، ولد في 16 يونيو 1949.